# Нильссон, Лиза
 Лиза Нильссон (швед. Lisa Karolina Nilsson, родилась 13 августа 1970 года) — шведская певица. Возможно, больше всего известна своим хитом 1992 года «Билет на небеса» («Himlen runt hörnet»), который для неё написали Муаро Скокко и Йохан Экелунд. После успеха певица выпустила четыре альбома, полностью на шведском языке. Однако до своего хита Лиза выпустила два альбома на английском Lean On Love в 1989 году и Indestructible в 1991 году, продюсером которых был Уильям (Билли) Батт. Она также участвовала в шведском музыкальном конкурсе Melodifestivalen 1989 года.
В начале карьеры Нильссон была поп-певицей, однако со временем все больше и больше отходила от поп-стиля в сторону балладных песен и танцевальных композиций, а в своих более поздних работах она перешла к джазу.
В 2002 появилась на шведском телевидении в качестве актрисы, а также снялась в фильме Колина Нютле Paradiset.

## Дискография
| Год  | Альбом             | SWE |
| ---- | ------------------ | --- |
| 1992 | Himlen runt hörnet | 1   |
| 1995 | Till Morelia       | 1   |
| 2000 | Viva               | 3   |
| 2001 | Små rum            | 7   |
| 2006 | Hotel Vermont 609  | 1   |
| 2013 | Sånger om oss      | 3   |

| год  | альбом                   | SWE |
| ---- | ------------------------ | --- |
| 2003 | Samlade Sånger 1992-2003 | 3   |
| 2010 | 20 — En jubileumssamling | 6   |
| 2015 | Ingen gör det bättre     | 46  |

| год  | альбом                                                      | SWE |
| ---- | ----------------------------------------------------------- | --- |
| 2009 | Sambou Sambou(совместно с João Castilho и Sebastian Notini) | 28  |

| год  | сингл                                       | SWE | альбом             |
| ---- | ------------------------------------------- | --- | ------------------ |
| 1992 | «Himlen runt hörnet»                        | 2   | Himlen runt hörnet |
| 1992 | «Varje gång jag ser dig»                    | 5   | Himlen runt hörnet |
| 1995 | «Den här gången»                            | 22  | Till Morelia       |
| 1995 | «Ingen gör det bättre»                      | 56  | Till Morelia       |
| 2000 | «Tror på dig»                               | 27  |                    |
| 2003 | «Långsamt farväl»                           | 16  |                    |
| 2009 | «Mysteriet deg» (совместно с Bjørn Eidsvåg) | 28  |                    |
| 2015 | «Vart du än går»                            | 22  |                    |
| 2015 | «När kärleken tar slut»                     | 53  |                    |
| 2015 | «Raised in Rain»                            | 97  |                    |